# Sokolnitscheskaja-Linie
| Station Frunsenskaja |              |                                |                                |
| |              |                                |                                |
| Streckenlänge: | 46 km        |                                |                                |
| |              |                                |                                |
| Eröffnung: | 15. Mai 1935 |                                |                                |
| Anzahl Stationen: | 27           |                                |                                |
| Fahrtdauer gesamt: | 55 Minuten   |                                |                                |
| Anzahl Fahrgäste im Wochentagsdurchschnitt: | 931.600      |                                |                                |
| \| \| 0,0 \| Bulwar Rokossowskowo \| Bulwar Rokossowskowo \| \| \| \| Tscherkisowskaja \| \| \| \| \| Preobraschenskaja Ploschtschad \| \| \| \| \| Jausa \| \| \| \| \| Sokolniki \| \| \| \| \| Krasnoselskaja \| \| \| \| \| Komsomolskaja \| \| \| \| \| Krasnyje Worota \| \| \| \| \| Tschistyje Prudy \| \| \| \| \| Lubjanka \| \| \| \| \| Ochotny Rjad \| \| \| \| \| Biblioteka imeni Lenina \| \| \| \| \| Kropotkinskaja \| \| \| \| \| Park Kultury \| \| \| \| \| Frunsenskaja \| \| \| \| \| Sportiwnaja \| \| \| \| \| Moskwa \| \| \| \| \| Worobjowy Gory \| \| \| \| \| Moskwa \| \| \| \| \| Uniwersitet \| \| \| \| \| Prospekt Wernadskowo \| \| \| \| 26,2 \| Jugo-Sapadnaja \| Jugo-Sapadnaja \| \| \| 28,2 \| Troparjowo \| Troparjowo \| \| \| 30,7 \| Rumjanzewo \| Rumjanzewo \| \| \| 32,5 \| Salarjewo \| Salarjewo \| \| \| \| \| \| \| \| \| Quellfluss des Setun \| \| \| \| \| \| \| \| \| \| \| \| \| \| \| Filatow Lug \| \| \| \| \| Karpow rutschei \| \| \| \| \| Korjaschkinski rutschei \| \| \| \| \| Prokschino \| \| \| \| \| Ordynka \| \| \| \| \| \| \| \| \| \| Olchowaja \| \| \| \| \| \| \| \| \| \| Malaja Sossenka \| \| \| \| \| \| \| \| \| \| Nowomoskowskaja \| \| \| \| 46 \| Potapowo \| Potapowo \| |              |                                |                                |
| U-Bahn-Kopfbahnhof Streckenanfang (im Tunnel) | 0,0          | Bulwar Rokossowskowo           | Bulwar Rokossowskowo           |
| U-Bahn-Haltepunkt / Haltestelle (im Tunnel) |              | Tscherkisowskaja               | Tscherkisowskaja               |
| U-Bahn-Haltepunkt / Haltestelle Tunnelende |              | Preobraschenskaja Ploschtschad | Preobraschenskaja Ploschtschad |
| U-Bahn-Brücke über Wasserlauf |              | Jausa                          | Jausa                          |
| U-Bahn-Haltepunkt / Haltestelle Tunnelanfang |              | Sokolniki                      | Sokolniki                      |
| U-Bahn-Haltepunkt / Haltestelle (im Tunnel) |              | Krasnoselskaja                 | Krasnoselskaja                 |
| U-Bahn-Bahnhof (im Tunnel) |              | Komsomolskaja                  | Komsomolskaja                  |
| U-Bahn-Haltepunkt / Haltestelle (im Tunnel) |              | Krasnyje Worota                | Krasnyje Worota                |
| U-Bahn-Bahnhof (im Tunnel) |              | Tschistyje Prudy               | Tschistyje Prudy               |
| U-Bahn-Bahnhof (im Tunnel) |              | Lubjanka                       | Lubjanka                       |
| U-Bahn-Bahnhof (im Tunnel) |              | Ochotny Rjad                   | Ochotny Rjad                   |
| U-Bahn-Bahnhof (im Tunnel) |              | Biblioteka imeni Lenina        | Biblioteka imeni Lenina        |
| U-Bahn-Haltepunkt / Haltestelle (im Tunnel) |              | Kropotkinskaja                 | Kropotkinskaja                 |
| U-Bahn-Bahnhof (im Tunnel) |              | Park Kultury                   | Park Kultury                   |
| U-Bahn-Haltepunkt / Haltestelle (im Tunnel) |              | Frunsenskaja                   | Frunsenskaja                   |
| U-Bahn-Haltepunkt / Haltestelle Tunnelende |              | Sportiwnaja                    | Sportiwnaja                    |
| U-Bahn-Strecke unter Wasserlauf Anfang Hochstrecke |              | Moskwa                         | Moskwa                         |
| U-Bahn-Haltepunkt / Haltestelle |              | Worobjowy Gory                 | Worobjowy Gory                 |
| U-Bahn-Strecke unter Wasserlauf Ende Hochstrecke |              | Moskwa                         | Moskwa                         |
| U-Bahn-Haltepunkt / Haltestelle Tunnelanfang |              | Uniwersitet                    | Uniwersitet                    |
| U-Bahn-Haltepunkt / Haltestelle (im Tunnel) |              | Prospekt Wernadskowo           | Prospekt Wernadskowo           |
| U-Bahn-Haltepunkt / Haltestelle (im Tunnel) | 26,2         | Jugo-Sapadnaja                 | Jugo-Sapadnaja                 |
| U-Bahn-Haltepunkt / Haltestelle (im Tunnel) | 28,2         | Troparjowo                     | Troparjowo                     |
| U-Bahn-Haltepunkt / Haltestelle (im Tunnel) | 30,7         | Rumjanzewo                     | Rumjanzewo                     |
| U-Bahn-Haltepunkt / Haltestelle (im Tunnel) | 32,5         | Salarjewo                      | Salarjewo                      |
| U-Bahn-Tunnelende |              |                                |                                |
| U-Bahn-Brücke über Wasserlauf |              | Quellfluss des Setun           | Quellfluss des Setun           |
| U-Bahn-Tunnelanfang |              |                                |                                |
| U-Bahn-Tunnelende |              |                                |                                |
| U-Bahn-Haltepunkt / Haltestelle |              | Filatow Lug                    | Filatow Lug                    |
| U-Bahn-Brücke über Wasserlauf |              | Karpow rutschei                | Karpow rutschei                |
| U-Bahn-Brücke über Wasserlauf |              | Korjaschkinski rutschei        | Korjaschkinski rutschei        |
| U-Bahn-Haltepunkt / Haltestelle |              | Prokschino                     | Prokschino                     |
| U-Bahn-Brücke über Wasserlauf |              | Ordynka                        | Ordynka                        |
| U-Bahn-Tunnelanfang |              |                                |                                |
| U-Bahn-Haltepunkt / Haltestelle (im Tunnel) |              | Olchowaja                      | Olchowaja                      |
| U-Bahn-Tunnelende |              |                                |                                |
| U-Bahn-Brücke über Wasserlauf |              | Malaja Sossenka                | Malaja Sossenka                |
| U-Bahn-Tunnelanfang |              |                                |                                |
| U-Bahn-Haltepunkt / Haltestelle |              | Nowomoskowskaja                | Nowomoskowskaja                |
| U-Bahn-Kopfbahnhof Streckenende (im Tunnel) | 46           | Potapowo                       | Potapowo                       |

Die Sokolnitscheskaja-Linie (russisch Сокольническая линия/ Sokolnitscheskaja linija), auch „Linie 1“ oder „Rote Linie“ genannt, ist die älteste eigenständige Linie der Metro Moskau. Ihr erster Bauabschnitt wurde am 15. Mai 1935, dem „Geburtstag“ der Moskauer U-Bahn, in Betrieb genommen.

## Stationen
- Bulwar Rokossowskowo (Бульвар Рокоссовскогоⓘ/?), Umsteigemöglichkeit zum gleichnamigen Haltepunkt des Moskauer Zentralrings (Linie 14)
- Tscherkisowskaja (Черкизовскаяⓘ/?), Umsteigemöglichkeit zum Haltepunkt Lokomotiw des Moskauer Zentralrings (Linie 14)
- Preobraschenskaja Ploschtschad (Преображенская площадьⓘ/?)
- Sokolniki (Сокольникиⓘ/?)
- Krasnoselskaja (Красносельскаяⓘ/?)
- Komsomolskaja (Комсомольскаяⓘ/?), Umsteigemöglichkeit zur gleichnamigen Station der Ringlinie
- Krasnyje Worota (Красные воротаⓘ/?)
- Tschistyje Prudy (Чистые прудыⓘ/?), Umsteigemöglichkeit zu den Stationen Turgenewskaja der Linie 6 und Sretenski Bulwar der Linie 10
- Lubjanka (Лубянкаⓘ/?), Umsteigemöglichkeit zur Station Kusnezki Most der Linie 7
- Ochotny Rjad (Охотный рядⓘ/?), Umsteigemöglichkeit zur Station Teatralnaja der Linie 2 und über diese auch zur Station Ploschtschad Rewoljuzii der Linie 3
- Biblioteka imeni Lenina (Metro Moskau) (Библиотека имени Ленинаⓘ/?), Umsteigemöglichkeit zu den Stationen Alexandrowski Sad der Linie 4, Arbatskaja der Linie 3 und Borowizkaja der Linie 9
- Kropotkinskaja (Кропоткинскаяⓘ/?)
- Park Kultury (Парк Культурыⓘ/?), Umsteigemöglichkeit zur gleichnamigen Station der Ringlinie
- Frunsenskaja (Фрунзенскаяⓘ/?)
- Sportiwnaja (Спортивнаяⓘ/?), Umsteigemöglichkeit zum Haltepunkt Luschniki des Moskauer Zentralrings (Linie 14)
- Worobjowy Gory (Воробьёвы горыⓘ/?)
- Uniwersitet (Университетⓘ/?)
- Prospekt Wernadskowo (Проспект Вернадскогоⓘ/?)
- Jugo-Sapadnaja (Юго-Западнаяⓘ/?)
- Troparjowo (Тропарёвоⓘ/?)
- Rumjanzewo (Румянцевоⓘ/?)
- Salarjewo (Саларьевоⓘ/?)
- Filatow Lug (Филатов Лугⓘ/?)
- Prokschino (Прокшиноⓘ/?)
- Olchowaja (Ольховаяⓘ/?)
- Nowomoskowskaja (Новомосковская)
- Potapowo (Потаповоⓘ/?)

## Depot und Fahrzeuge
Die Linie hat zwei Depots: das seit der Linieneröffnung bestehende Depot Sewernoje sowie seit 1990 das Depot Tscherkisowo. Beide führen aus jeweils 7 Waggons bestehende Züge einer weiterentwickelten Modifikation der Baureihe 81-717/714, die seit 1996 für diese Linie ausgeliefert werden. Das Depot Sewernoje hatte im Jahr 2006 noch sieben Züge des älteren Typs „E/Em“ in Betrieb, während  das Depot Tscherkisowo bereits seit Anfang der 2000er Jahre vollständig mit dem neuen Fahrzeugpark ausgestattet worden ist. Im September 2008 wurde jedoch auch in Sewernoje der letzte Zug der E-Familie ausgemustert.

## Geschichte

### Chronologie
- 15. Mai 1935: Mit der Eröffnung des 8,4 km langen Streckenabschnittes von Sokolniki bis Park Kultury schlägt die Geburtsstunde der Moskauer Metro. Zeitgleich wird auch ein Abzweig der Linie von Ochotny Rjad bis zur Station Smolenskaja in Betrieb genommen, der im Wechsel mit der Stammstrecke befahren wird.
- 13. März 1938: Der von Ochotny Rjad aus führende Abzweig wird aus der Linie – die nunmehr „Kirowsko-Frunsenskaja-Linie“ heißt – ausgegliedert und wird vorläufig Bestandteil der neuen Arbatsko-Pokrowskaja-Linie.
- 1. Mai 1957: Die Linie wird um 2,5 km weiter südwestlich von Park Kultury bis Sportiwnaja verlängert.
- 12. Januar 1959: Weitere Verlängerung um 4,5 km nach Südwesten bis zur Station Uniwersitet.
- 30. Dezember 1963: Verlängerung weiter südwestlich um zwei Stationen bis zum Endhaltepunkt Jugo-Sapadnaja.
- 31. Dezember 1965: Die Linie wird erstmals an ihrem nordöstlichen Ende erweitert; es entsteht ein 2,5 km langer neuer Abschnitt und die Station Preobraschenskaja Ploschtschad.
- 1983: Die Station Worobjowy Gory (damals Leninskie Gory) muss aufgrund baulicher Mängel geschlossen werden; die Moskwa-Brücke, auf der sie errichtet wurde, wird abgerissen und durch zwei Behelfsbrücken für den beidseitigen Zugverkehr ersetzt. Die Erneuerung der Brücke und der Station wird erst 19 Jahre später abgeschlossen; bis dahin befahren die Züge den Abschnitt Sportiwnaja–Uniwersitet ohne Halt.
- 1. August 1990: Inbetriebnahme einer 3,8 km langen Verlängerung nach Nordosten. Die Stationen Tscherkisowskaja und Uliza Podbelskowo (heute Bulwar Rokossowskowo)  werden eröffnet.
- 14. Dezember 2002: Wiedereröffnung der vollständig neu errichteten Station Worobjowy Gory.
- 8. Dezember 2014: Eröffnung der Verlängerung um eine Station bis Troparjowo im Südwesten.
- 18. Januar 2016: Eröffnung der neuen Endstation Rumjanzewo im Südwesten, bereits außerhalb des Moskauer Autobahnringes.
- 15. Februar 2016: Eröffnung der neuen Endstation Salarjewo im Südwesten als 200. Station der Moskauer Metro.
- 20. Juni 2019: Verlängerung um vier Stationen bis Kommunarka (am 3. Juli 2024 umbenannt in Nowomoskowskaja) im Südwesten
- 5. September 2024: Verlängerung um eine Station nach Süden bis Potapowo

### Umbenennungen von Stationen
Folgende Stationen der Linie wurden in der Zeit nach ihrer Fertigstellung umbenannt:
- die Station Bulwar Rokossowskowo hieß von 1990 bis 2014 Uliza Podbelskowo
- die Station Krasnyje Worota hieß von 1962 bis 1986 Lermontowskaja
- die Station Tschistyje Prudy hieß bis 1990 Kirowskaja
- die Station Lubjanka hieß bis 1990 Dserschinskaja
- die Station Ochotny Rjad hieß von 1955 bis 1957 imeni L. M. Kaganowitscha und von 1961 bis 1990 Prospekt Marxa
- die Station Kropotkinskaja hieß bis 1957 Dworez Sowetow
- die Station Worobjowy Gory hieß bis 1999 Leninskie Gory

Außerdem wurde die Linie selbst umbenannt, und zwar am 5. November 1990 von „Kirowsko-Frunsenskaja-Linie“ in die heutige „Sokolnitscheskaja-Linie“.

## Ausbauplanungen
In Nowomoskowskaja ist der Übergang zur gleichnamigen vorläufigen Endstation der zur Eröffnung 2024 geplanten neuen Troizkaja-Linie (Linie 16) vorgesehen. Anstelle eines zunächst bei der zwischenzeitlichen Endstation Salarjewo geplanten gleichnamigen Depots soll nun bis 2025 das Depot Stolbowo bei Nowomoskowskaja errichtet werden, um in Zukunft beide Linien zu bedienen.
In (nord-)östlicher Richtung war zu Beginn der 2010er-Jahre für die Zeit nach 2020 eine Abzweigung von der Station Tscherkisowskaja bis zur Station Schtscholkowskaja (Übergang zur Arbatsko-Pokrowskaja-Linie/Linie 3) und darüber hinaus in Richtung der Stadtteile Goljanowo und Wostotschny mit insgesamt fünf Stationen geplant. Gemäß Planungen von 2018 soll jedoch die Linie 3 selbst bis 2025 nach Goljanowo verlängert werden, sodass der Ausbau der Sokolnitscheskaja-Linie in dieser Richtung in Frage steht.

## Sonstiges
Die auf der Sokolnitscheskaja-Linie liegende Station Biblioteka imeni Lenina (zu Deutsch: Lenin-Bibliothek) ist Bestandteil des einzigen Vierer-Umsteigeknotens in der Moskauer Metro. Die weiter südwestlich liegende Station Worobjowy Gory ist die einzige Station der Moskauer Metro, die direkt auf einer Brücke – hier über dem Fluss Moskwa – liegt. Bis auf diese Station, einen kleinen Streckenabschnitt zwischen den Stationen Preobraschenskaja Ploschtschad und Sokolniki und drei Teilabschnitte der 2019 eröffneten Verlängerung Salarjewo–Nowomoskowskaja (davon einer mit den oberirdischen Stationen Filatow Lug und Prokschino) verläuft die Linie unterirdisch.
Interessant ist auch das Metro-Museum in der Station Sportiwnaja. Es ist allerdings schwer zu finden, eine kleine Tür rechts neben dem Ausgang führt zu einem Treppenhaus, über das man das Museum in der dritten Etage erreicht.